# حلا شیحا
حلا شیحه (انگلیسی: Hala Shiha؛ زادهٔ ۲۳ فوریهٔ ۱۹۷۹) هنرپیشه اهل مصر است.
او در سال ۲۰۰۵ تصمیم به استفاده از پوشش حجاب گرفت.